# Ozero Tul'kol'
Ozero Tul'kol' är en saltsjö i Kazakstan. Den ligger i den norra delen av landet, 500 km nordväst om huvudstaden Astana. Arean är 1,6 kvadratkilometer.